# Daphitas
Daphitas (altgriechisch Δαφίτας) war ein griechischer Grammatiker, der im 3. oder 2. Jahrhundert v. Chr. lebte.
Über sein Leben und Werk ist nur wenig bekannt. Nach dem Zeugnis der Suda, das nach Wilamowitz’ Ansicht auf Aelian zurückgeht, stammte er aus Telmessos in Karien und hatte ein Werk über Homer (altgriechisch περὶ Ὁμήρου) verfasst. Offenbar zählte er wie Zoilos von Amphipolis zur Reihe der Homerkritiker. Daphitas bezichtigte in seinem Werk Homer der Lüge, da die Athener in Wahrheit nicht am Trojanischen Krieg teilgenommen hätten. Dieser Vorwurf bezieht sich auf die Erwähnung des athenischen Kontingents im Schiffskatalog der Ilias.
Über seinen Tod gibt es eine Überlieferung, die bereits Cicero (durch seinen Lehrer Poseidonios) bekannt war (De fato 3,5) und später von Strabon, Valerius Maximus und der Suda weitererzählt wurde. Übereinstimmend berichten Strabon und Valerius Maximus, dass Daphitas ein warnendes Orakel missachtet habe, dann auf Betreiben des (von ihm beleidigten) pergamenischen Königs Attalos hingerichtet worden sei, und dass ein Berg am Ort seiner Hinrichtung seinen Namen durch das Ereignis erhalten habe. Die beiden Berichte unterscheiden sich jedoch in einigen Details. Nach Strabon hat das Orakel Daphitas gewarnt, auf den Oberkörper ((altgriechisch θώραξ, Thorax) aufzupassen. Weil Daphitas das Herrscherhaus der Attaliden in einem Epigramm beleidigt hatte, sei er nach seiner Rückkehr vom Orakel bei Magnesia am Mäander gekreuzigt worden. Der dortige Berg (heute Durmuş Dağı) habe daraufhin den Namen Thorax erhalten. Strabon zitiert ein Distichon von Daphitas:
πορφύρεοι μώλωπες, ἀπορρινήματα γάζης

Λυσιμάχου, Λυδῶν ἄρχετε καὶ Φρυγίης.

Purpurfarbene Knutschflecke, ihr Krümel vom Reichtum

des Lysimachos, ihr Lyder und Phryger regiert!
Die Schilderung bei Valerius Maximus, die wohl auch schon Cicero vorlag, weicht in einigen Punkten davon ab. Demnach sei Daphitas ein „gottloser Sophist“ gewesen, der Apollon durch eine Anfrage an sein Orakel verspottet habe: Obwohl Daphitas nie ein Pferd besessen hatte, habe er den Gott befragt, ob er wohl sein Pferd finden werde. Das Orakel antwortete, er werde mit dem Pferd zugleich seinen Tod finden. Nach seiner Rückkehr vom Orakel sei Daphitas von König Attalos, den er mehrfach schwer beleidigt hatte, festgenommen und von einem Felsen gestürzt worden, der danach den Namen Equus (lateinisch „Pferd“) erhalten habe.
Die Datierung von Daphitas’ Lebenszeit hängt davon ab, auf welchen der pergamenischen Könige man seine Hinrichtung bezieht. Wilamowitz war der Ansicht, dass Daphitas im Auftrag der Seleukiden gedichtet habe und sein Tod in deren kriegerische Auseinandersetzungen mit König Attalos I. von Pergamon von 235 bis 228 v. Chr. fiel. Dagegen plädierte Otto Crusius für eine Bezugnahme auf Attalos III. (regierte 138–133 v. Chr.).